# プレゼンティーイズム

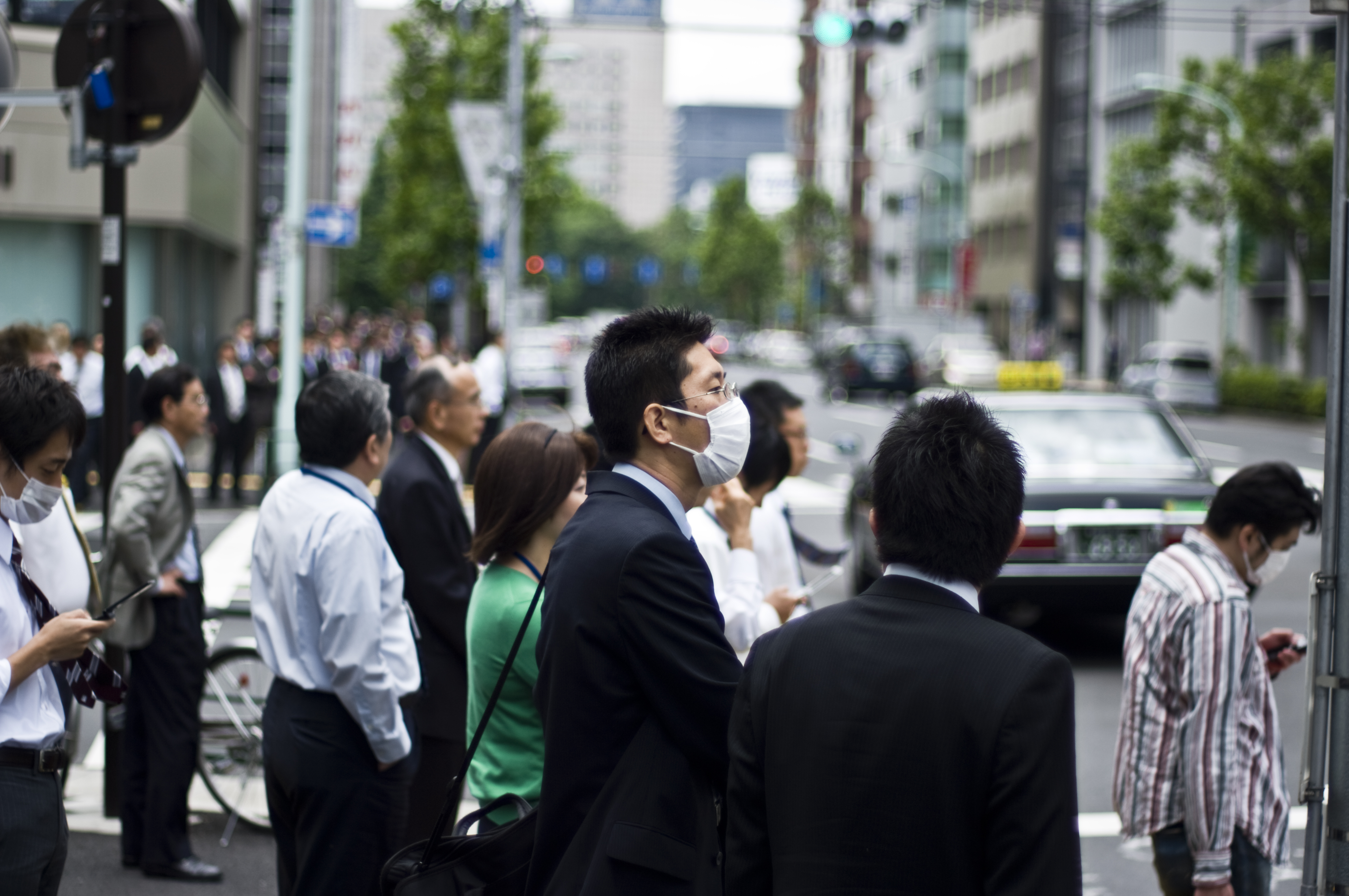
マスクをつけたサラリーマン

プレゼンティーイズム（Presenteeism）は、疾病就業（しっぺいしゅうぎょう、 working while sick）のことであり、これは生産性低下、保健状態低下、職場における伝染病蔓延を引き起こしえる要因である。経営科学において欠勤（アブセンティーイズム、Absenteeism）については歴史的に多くの研究がなされているが、プレゼンティーイズムについては最近始まったばかりである 。なおシンガポールでは、従業員が仕事が終わった後でも、上司の退勤までオフィスに滞在する習慣を指す場合もある。
特定の職業、例えば福祉や教師などはプレゼンティーイズムとなりやすい傾向がある。医師は代わりの者がいないという思いのため、病気であってもプレゼンティーイズムとなりやすい。仕事量の多い仕事もプレゼンティーイズムと関係がある。自尊心が成果と結びつく人々は、ワーカーホリックと同様にプレゼンティーイズムが高い。
プレゼンティーイズムを引き起こす要因は様々である。従業員が病気でも出勤するのは、単にお金が必要であり、病気休暇を取れないからであったりもする。さらに、仕事への愛と献身のために出勤することもある。この場合、プレゼンティーイズムは組織的メンバーシップによる行為と見なされ、同僚から賞賛されることもある。
その他の理由には、休暇を取ると自分のキャリアに支障があると感じるときや、経営陣からの見返りへの期待であったりもする。
また、日本人のプレゼンティーイズムの原因は男女で異なるという報告もある。

## 引き起こされるもの

### 生産性の低下
プレゼンティーイズムによって引き起こされるものの一つに、生産性の低下があり、研究者らはその数値的計測に取り組んできた。その結果、特定の病気や健康上の問題がない場合と比較し、生産性が低下することが示されている 。 さらに欠勤と比べれば、プレゼンティーイズムのほうがはるかに生産的であるのだが、Goetzelらの大規模研究によれば、米国では従業員のプレゼンティーイズムのコストおよび業務の生産性低下は、平均でおおよそ$255であると推定されている。この著者はさらに、雇用主が直面するすべての健康関連費用のうち20%から60%は、就業中の生産性低下が原因であると結論付けている。SchultzとEdingtonらは、その研究をもとにして、ある疾患がどの程度生産性低下をもたらすのか詳細なレビューを行った。彼らは、アレルギー、関節炎、慢性疼痛、糖尿病、メンタルヘルス障害などを対象に調査した。その結果では、たとえば花粉の増大は生産性低下と関連していることが示された。 さらに彼らは、生産性への影響をより良く理解するために、慢性疼痛をより詳しくに研究する必要があると指摘している。

### 体調不良と疲労
疲労と今後の健康状態悪化は、多くの場合、プレゼンティーイズムの結果の一つである。Bergstrom, Bodin, Hagberg, Aronsson, Josephsonらは、疾病就業を行うことは、その後に病気休暇となるリスクファクターであることを発見した。さらに仕事量とプレゼンティーイズムについて、Demeroutiらの研究では、プレゼンティーイズムが疲労増大をもたらすことが明らかとなった。
プレゼンティーイズムは労働災害にも影響を及ぼす可能性がある。米国国立労働安全衛生研究所（NIOSH）の 2012年の調査では、有給病気休暇を利用できる労働者は、これを利用できない労働者よりも、致命的ではない傷害を受賞する確率が全体的に28%低いことが示されている。

### 職場における伝染病蔓延
インフルエンザなどの感染症の場合、プレゼンティーイズムの文化は必然的に労働力全体にさらなる感染をもたらし、影響を悪化させ、はるかに広範な問題を引き起こしえる。カナダ生命保険会社による2014年の調査では、病気の回答者の80%以上は、職場で感染した感染の結果であると答えている。

## 日本における規制
感染症法に定められる伝染病については、都道府県知事は、感染症ごとに厚生労働省令で定められた業務への就労を制限することができる。
また労働安全衛生法においては、伝染性疾患について事業者は、医師の意見に基づき就業を拒む必要がある。